# Masaier på vej
|  | Denne artikel er oprettet af botten PalnaBot ud fra en ekstern database. Den kan derfor have sproglige fejl eller mangler. Denne skabelon kan fjernes efter kontrol af indholdet. |

Masaier på vej er en film instrueret af Morten Vest, Robin Schmidt.

## Handling
En dokumentarfilm om hvordan globaliseringen opleves af 3 masaier i det nordlige Tanzania. Den moderne verden er forbavsende tæt på, selv langt ude på savannen. Måske er vores livsgrundlag ikke så langt fra hinanden?